# Distrikt Ccatca
Der Distrikt Ccatca (alternative Schreibweise: Distrikt Ccatcca) liegt in der Provinz Quispicanchi der Region Cusco in Südzentral-Peru. Der Distrikt wurde am 21. Juni 1825 gegründet. Er hat eine Fläche von 307,72 km². Beim Zensus 2017 lebten 13.295 Einwohner im Distrikt. Im Jahr 1993 lag die Einwohnerzahl bei 9919, im Jahr 2007 bei 14.346. Die Distriktverwaltung befindet sich in der 3700 m hoch gelegenen Ortschaft Ccatca mit 653 Einwohnern (Stand 2017). Ccatca liegt 43 km östlich der Regionshauptstadt Cusco.

## Geographische Lage
Der Distrikt Ccatca befindet sich im Westen der Provinz Quispicanchi. Er liegt nördlich der Cordillera Vilcanota und umfasst das Einzugsgebiet des Río Cacta, einem linken Nebenfluss des Río Mapacho (Oberlauf des Río Yavero/Río Paucartambo). 
Der Distrikt Ccatca grenzt im Südwesten an die Distrikte Quiquijana und Urcos, im Nordwesten an die Distrikte Calcay und Huancarani, im Norden an den Distrikt Colquepata, im Nordosten an die Distrikte Paucartambo und Ccarhuayo sowie im Südosten an den Distrikt Ocongate.

## Ortschaften im Distrikt
- Andayaque
- Ccopi
- Chichina
- Ccatacamara
- Huarahuara
- Kcauri
- Pampacamara
- Qollana - Ccatccapampa
- Umuto